# Vendilgerd (abbedissa)
Vendilgerd var en svensk nunna. Hon var abbedissa i Sko kloster i Uppland. 
Vendilgerd bytte den 2 december 1348 bort jord i Tjursåker i Hammarby mot jord i Skråmsta i Tibble till Magnus Jonsson (Sik), och den 10 maj 1349 jord i Skråmsta i Tibble mot jord i Vikulsäter i Häggeby till Jakob Johansson i Högby. Hon var inblandad i en konflikt med Nils Björnsson, som av kung Magnus den 5 februari 1352 dömdes till att inom sex veckor skulle utbetala sin skuld på 28 markpund vid vite av 40 markpund till konungen'.